# 비디아 데비 반다리
비디아 데비 반다리(네팔어: विद्या देवी भण्डारी, 영어: Bidhya Devi Bhandari, 1975년 6월 19일 ~ )는 네팔의 대통령, 정치인, 여성 인권운동가다. 그녀는 네팔 최초의 여성 대통령이며, 2015년 10월 29일부터 2023년 3월 13일까지 네팔의 제2대 대통령을 재임하였다. 그녀는 1961년 네팔왕국 코시구에서 태어났으며 네팔 여성회의 회장과 네팔 공산당 부위원장을 지냈고, 2009년부터 2011년까지 네팔 국방부 장관을 역임한바 있다. 2015년 제2대 대통령 선거에서 549표 중 327표를 획득해 네팔 의회당의 쿨 바하두르 구룽 후보를 제치고 대통령에 당선됐다. 그녀는 2016년 포브스가 선정한 '세계에서 가장 영향력 있는 여성' 100명 중 52위에 올랐다.

## 역대 선거 결과
| 선거명      | 직책명        | 대수 | 정당        | 득표율 | 득표수   | 결과 | 당락 |
| ----------- | ------------- | ---- | ----------- | ------ | -------- | ---- | ---- |
| 2015년 선거 | 네팔의 대통령 | 2대  | 네팔 공산당 | 59.56% | 327표    | 1위  |      |
| 2018년 선거 | 네팔의 대통령 | 2대  | 네팔 공산당 | 74.81% | 39,275표 | 1위  |      |